# Saurauia trugul
Saurauia trugul är en tvåhjärtbladig växtart som beskrevs av P. van Royen. Saurauia trugul ingår i släktet Saurauia och familjen Actinidiaceae. Inga underarter finns listade i Catalogue of Life.